# Чарушниковы
 Чарушниковы  — деревня в Орловском районе Кировской области. Входит в состав Орловского сельского поселения.

## География
Расположена на расстоянии менее 1 км на юг от райцентра города Орлова.

## История
Известна с 1802 года как деревня Гарасимовская с 2 дворами. В 1905 году здесь (починок Герасимовский  или Студеный) дворов 1 и жителей 7,  в 1926 (выселок Студеные или Чарушины, Чарушниковы, Герасимовская) 2 и 9, в 1950 9 и 26, в 1989 33 жителя. Настоящее название утвердилось с 1939 года. С 2006 по 2011 год входила в состав Подгороднего сельского поселения.

## Население
Постоянное население составляло 23 человека (русские 96%) в 2002 году, 24 в 2010.